# Campeonato Mundial de Atletismo Júnior de 2012 - Salto em altura feminino
A prova do salto em altura feminino do Campeonato Mundial de Atletismo Júnior de 2012 ocorreu entre os dias 13 e 15 de julho em Barcelona, na Espanha.

## Recordes
Antes desta competição, os recordes mundiais e do campeonato nesta prova eram os seguintes:
|     | Nome                     | Nacionalidade                       | Altura | Local           | Data                                   |
| --- | ------------------------ | ----------------------------------- | ------ | --------------- | -------------------------------------- |
| WJR | Olga Turchak Heike Balck | União Soviética · Alemanha Oriental | 2.01 m | Moscou Chemnitz | 7 de julho de 1986 18 de junho de 1989 |
| CR  | Alina Astafei            | Roménia                             | 2.00 m | Sudbury         | 29 de julho de 1988                    |

## Medalhistas
| Ouro                | Prata               | Bronze              |
| Alessia Trost (ITA) | Lissa Labiche (SEY) | Maria Kuchina (RUS) |

## Cronograma
Todos os horários são locais (UTC+1).
| Data        | Hora  | Evento       |
| ----------- | ----- | ------------ |
| 13 de julho | 09:30 | Qualificação |
| 15 de julho | 18:05 | Final        |

## Resultados

### Qualificação
Qualificação: 1,84 m (Q) ou pelo menos melhor 12 qualificado (q) 
| Posição | Grupo | Atleta                                 | Nacionalidade  | 1.65 | 1.70 | 1.75 | 1.79 | 1.82 | 1.84 | Resultados | Notas                |
| ------- | ----- | -------------------------------------- | -------------- | ---- | ---- | ---- | ---- | ---- | ---- | ---------- | -------------------- |
| 1       | B     | Alessia Trost                          | Itália         | –    | o    | o    | o    | o    | o    | 1.84       | Q                    |
| 1       | A     | Lissa Labiche                          | Seicheles      | -    | -    | o    | o    | o    | o    | 1.84       | Q                    |
| 3       | A     | Maria Kuchina                          | Rússia         | -    | -    | xo   | o    | o    | o    | 1.84       | Q                    |
| 4       | B     | Melina Brenner                         | Alemanha       | –    | o    | xo   | o    | xo   | o    | 1.84       | Q                    |
| 5       | B     | Iryna Gerashchenko                     | Ucrânia        | –    | o    | o    | o    | xo   | xo   | 1.84       | Q                    |
| 6       | B     | Dior Delophont                         | França         | –    | o    | o    | o    | o    | xxo  | 1.84       | Q                    |
| 7       | A     | Alexandra Plaza                        | Alemanha       | -    | o    | o    | o    | xo   | xxo  | 1.84       | Q                    |
| 8       | B     | Julia du Plessis                       | África do Sul  | o    | o    | o    | o    | o    | xxx  | 1.82       | q                    |
| 8       | B     | Oksana Krasnokutskaya                  | Rússia         | –    | o    | o    | o    | o    | xxx  | 1.82       | q                    |
| 10      | A     | Gintaré Nesteckyté                     | Lituânia       | o    | xo   | o    | o    | o    | xxx  | 1.82       | q                    |
| 11      | B     | Jeanelle Scheper                       | Santa Lúcia    | –    | o    | o    | o    | xo   | xxx  | 1.82       | q                    |
| 12      | A     | Chanice Porter                         | Jamaica        | -    | o    | -    | xo   | xo   | xxx  | 1.82       | q                    |
| 12      | A     | Ye Jiaying                             | China          | o    | o    | o    | xo   | xo   | xxx  | 1.82       | q                    |
| 14      | B     | Ligia Grozav                           | Roménia        | -    | o    | o    | xo   | xxx  |      | 1.79       |                      |
| 15      | A     | Tatiána Goúsin                         | Grécia         | o    | o    | xo   | xo   | xxx  |      | 1.79       |                      |
| 16      | B     | Taylor Burke                           | Estados Unidos | -    | o    | xxo  | xo   | xxx  |      | 1.79       |                      |
| 17      | A     | Undine Dindune                         | Letónia        | o    | o    | xo   | xxo  | xxx  |      | 1.79       |                      |
| 18      | B     | María Priscilla Schlegel               | Espanha        | o    | o    | o    | xxx  |      |      | 1.75       |                      |
| 19      | A     | Ida Virdebrant                         | Suécia         | o    | o    | xo   | xxx  |      |      | 1.75       |                      |
| 19      | A     | Senni Ronkainen                        | Finlândia      | o    | o    | xo   | xxx  |      |      | 1.75       |                      |
| 19      | B     | Leontia Kallenou                       | Chipre         | o    | o    | xo   | xxx  |      |      | 1.75       |                      |
| 22      | A     | Lisanne Hagens                         | Países Baixos  | o    | o    | xxo  | xxx  |      |      | 1.75       |                      |
| 22      | A     | Maddie Morrow                          | Estados Unidos | o    | o    | xxo  | xxx  |      |      | 1.75       |                      |
| 22      | A     | N. M. Siriwardana Herath Mudiyanselage | Sri Lanka      | -    | o    | xxo  | xxx  |      |      | 1.75       |                      |
| 25      | B     | Lucija Zubcic                          | Croácia        | –    | xo   | xxo  | xxx  |      |      | 1.75       |                      |
| 25      | A     | Kaitlin Morgan                         | Austrália      | xo   | o    | xxo  | xxx  |      |      | 1.75       |                      |
| 27      | B     | Kimberly Williamson                    | Jamaica        | -    | o    | -    | xxx  |      |      | 1.70       |                      |
| 27      | A     | Wai Yee Fung                           | Hong Kong      | -    | o    | xxx  |      |      |      | 1.70       |                      |
| 29      | B     | Meng-Chia Wu                           | Taipé Chinesa  | xxo  | o    | xxx  |      |      |      | 1.70       |                      |
| 30      | B     | Midori Kamijima                        | Japão          | o    | xo   | xxx  |      |      |      | 1.70       | Recorde da temporada |
| 30      | A     | Kadriye Aydin                          | Turquia        | o    | xo   | xxx  |      |      |      | 1.70       |                      |
| 30      | A     | Tamara Biryuk                          | Ucrânia        | o    | xo   | xxx  |      |      |      | 1.70       |                      |
| 33      | B     | Anne Engen Andersen                    | Noruega        | o    | xxo  | xxx  |      |      |      | 1.70       |                      |
| 34      | B     | Eglé Roceviciüté                       | Lituânia       | o    | xxx  |      |      |      |      | 1.65       |                      |

### Final
A prova final foi realizada no dia 15 de julho ás 18:05. 
| Posição           | Atleta                | Nacionalidade | 1.68 | 1.73 | 1.78 | 1.82 | 1.85 | 1.88 | 1.91 | 1.95 | Resultados | Notas           |
| ----------------- | --------------------- | ------------- | ---- | ---- | ---- | ---- | ---- | ---- | ---- | ---- | ---------- | --------------- |
| Medalha de ouro   | Alessia Trost         | Itália        | –    | o    | o    | xxo  | o    | xxo  | xo   | xxx  | 1.91       |                 |
| Medalha de prata  | Lissa Labiche         | Seicheles     | -    | -    | o    | o    | o    | o    | xxx  |      | 1.88       | NJR             |
| Medalha de bronze | Maria Kuchina         | Rússia        | –    | –    | o    | o    | o    | xxo  | xxx  |      | 1.88       |                 |
| 4                 | Alexandra Plaza       | Alemanha      | –    | o    | o    | o    | xo   | xxo  | xxx  |      | 1.88       | Recorde pessoal |
| 5                 | Dior Delophont        | França        | -    | o    | o    | o    | o    | xxx  |      |      | 1.85       |                 |
| 6                 | Melina Brenner        | Alemanha      | o    | o    | o    | xo   | xxo  | xxx  |      |      | 1.85       |                 |
| 7                 | Iryna Gerashchenko    | Ucrânia       | -    | o    | o    | xxo  | xxo  | xxx  |      |      | 1.85       |                 |
| 8                 | Jeanelle Scheper      | Santa Lúcia   | -    | -    | xo   | xxo  | xxx  |      |      |      | 1.82       |                 |
| 9                 | Ye Jiaying            | China         | o    | o    | o    | xxx  |      |      |      |      | 1.78       |                 |
| 9                 | Gintaré Nesteckyté    | Lituânia      | o    | o    | o    | xxx  |      |      |      |      | 1.78       |                 |
| 11                | Oksana Krasnokutskaya | Rússia        | -    | o    | xo   | xxx  |      |      |      |      | 1.78       |                 |
| 12                | Julia du Plessis      | África do Sul | o    | xo   | xxo  | xxx  |      |      |      |      | 1.78       |                 |
| 13                | Chanice Porter        | Jamaica       | -    | xo   | xxx  |      |      |      |      |      | 1.73       |                 |

Legenda
| Recorde mundial       | Recorde mundial (World record)               |                       | Recorde africano                      | Recorde africano (African) |                                           | Q | Classificado por posição (Qualified) |
| Recorde do campeonato | Recorde do campeonato (Championship record)  | Recorde da América    | Recorde da América (Americas)         | q                          | Classificado por melhor tempo (Qualified) |   |                                      |
| Melhor marca do ano   | Melhor marca do ano (World leading)          | Recorde asiático      | Recorde asiático (Asian)              | DNS                        | Não largou (Did not start)                |   |                                      |
| Recorde nacional      | Recorde nacional (National record)           | Recorde europeu       | Recorde europeu (European)            | DNF                        | Não terminou (Did not finish)             |   |                                      |
| Recorde pessoal       | Recorde pessoal do atleta (Personal best)    | Recorde da Oceania    | Recorde da Oceania (Oceania)          | DSQ / DQ                   | Desclassificado (Disqualified)            |   |                                      |
| Recorde da temporada  | Recorde da temporada do atleta (Season best) | Recorde sul-americano | Recorde sul-americano (South America) | NM                         | Sem marca (No mark)                       |   |                                      |